# سرگئی لاورینو
سرگئی لاورینو (روسی: Сергей Лавренов؛ زادهٔ ۱۶ اوت ۱۹۷۲) وزنه‌بردار اهل بلاروس بود.
وی در مسابقات کشوری و بین‌المللی در مجموع برندهٔ ۱ مدال طلا، ۴ مدال برنز شده‌است.